# Philodina childi
Philodina childi är en hjuldjursart som beskrevs av Colin Milne 1916. Philodina childi ingår i släktet Philodina och familjen Philodinidae. Inga underarter finns listade i Catalogue of Life.